# KrAZ-255
Le  KrAZ-255B est un camion tactique à capot fabriqué par KrAZ produit de 1967 à 1994. C'est un camion assez similaire à l'UralAZ-375. Il est assez polyvalent et tout comme l'UralAZ-4320 est un excellent franchisseur.

## Histoire
Développé dans les années 60 par KrAZ (Kremenchutskyi Avtomobilnyi Zavod) (Usine automobile de Kremenchuk) en Ukraine soviétique il devait remplacer le KrAZ-214. Le camion est équipé d'un moteur diesel à turbine refroidi par eau du type YaMZ-238, qui est également utilisé dans de nombreux autres camions, tracteurs et citernes de transport, ainsi que dans les véhicules type  MT-LB. Le gros moteur du Jaroslawski Motor Zawod développe 240 ch (176,5 kW) a une cylindrée de 14 860 cm³. Les trois différentiels sont verrouillables via une unité de distribution côté entraînement. En 1979, tous les camions de KrAZ ont été repensés et de nombreux changements ont été introduits. La principale amélioration est le système de freinage à deux roues non construit. Ces modèles sont différenciés par un 1 supplémentaire à la fin de la désignation.

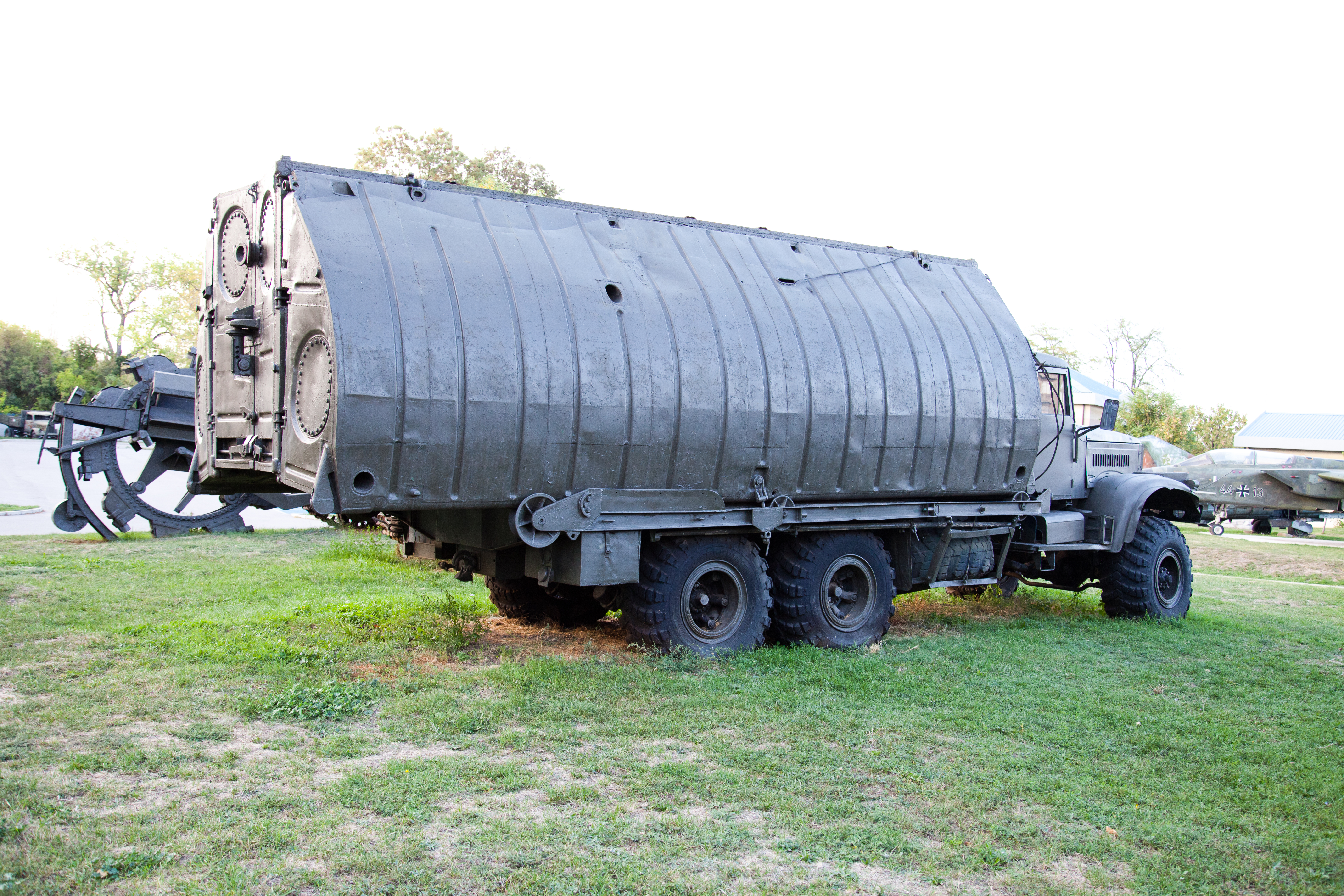
Pontonnier de l'armée bulgare,
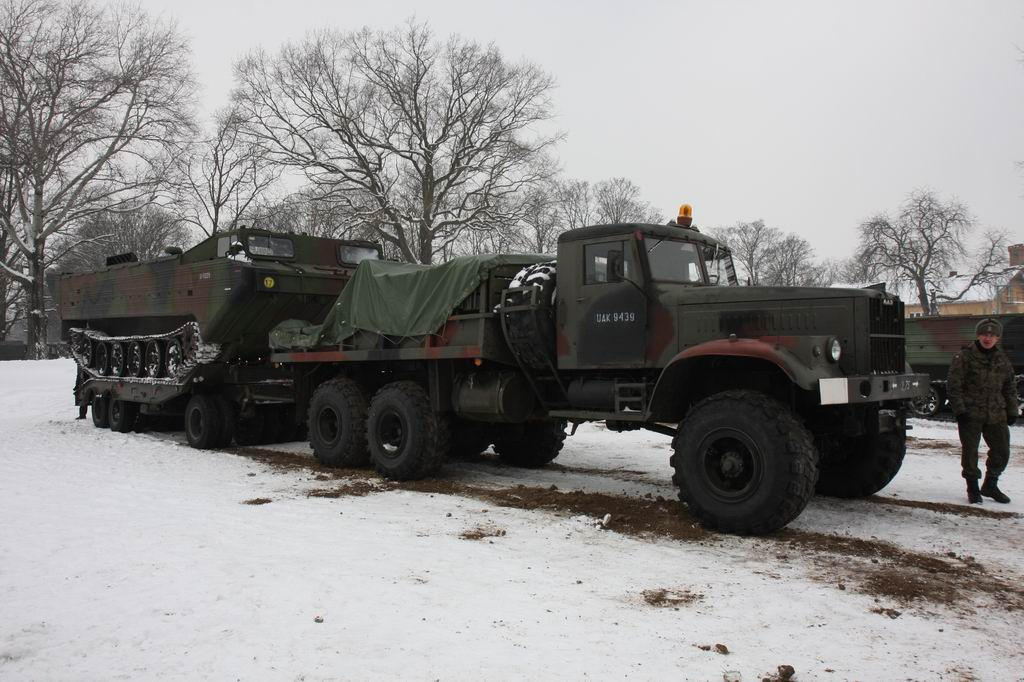
tracteur de l'armée polonaise,
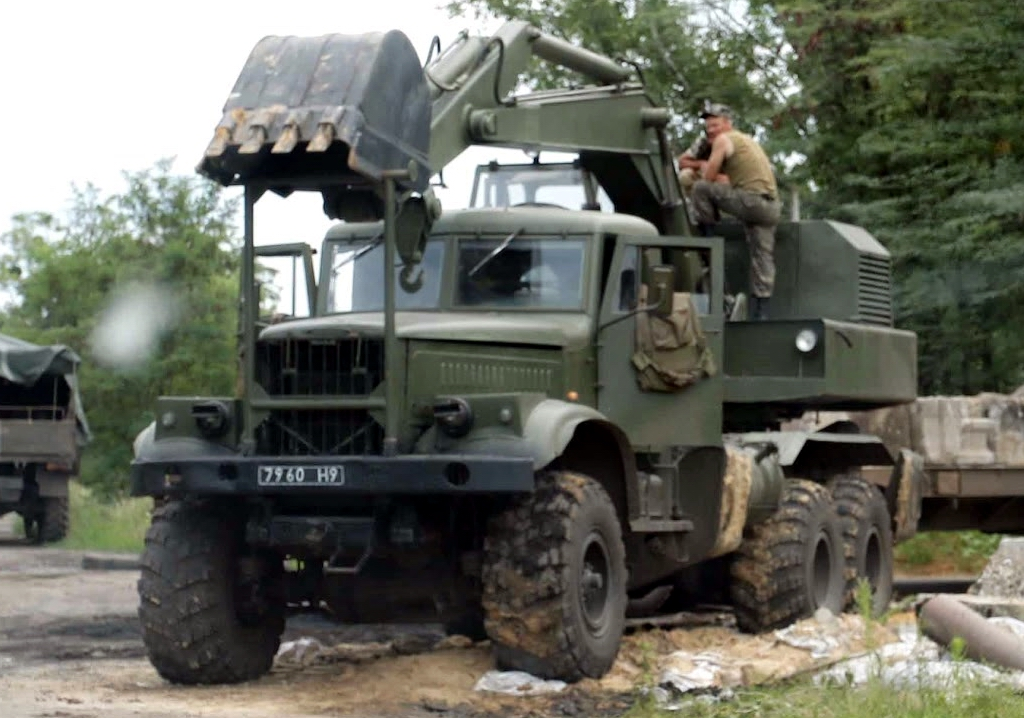
pelleteuse de l'armée ukrainienne,
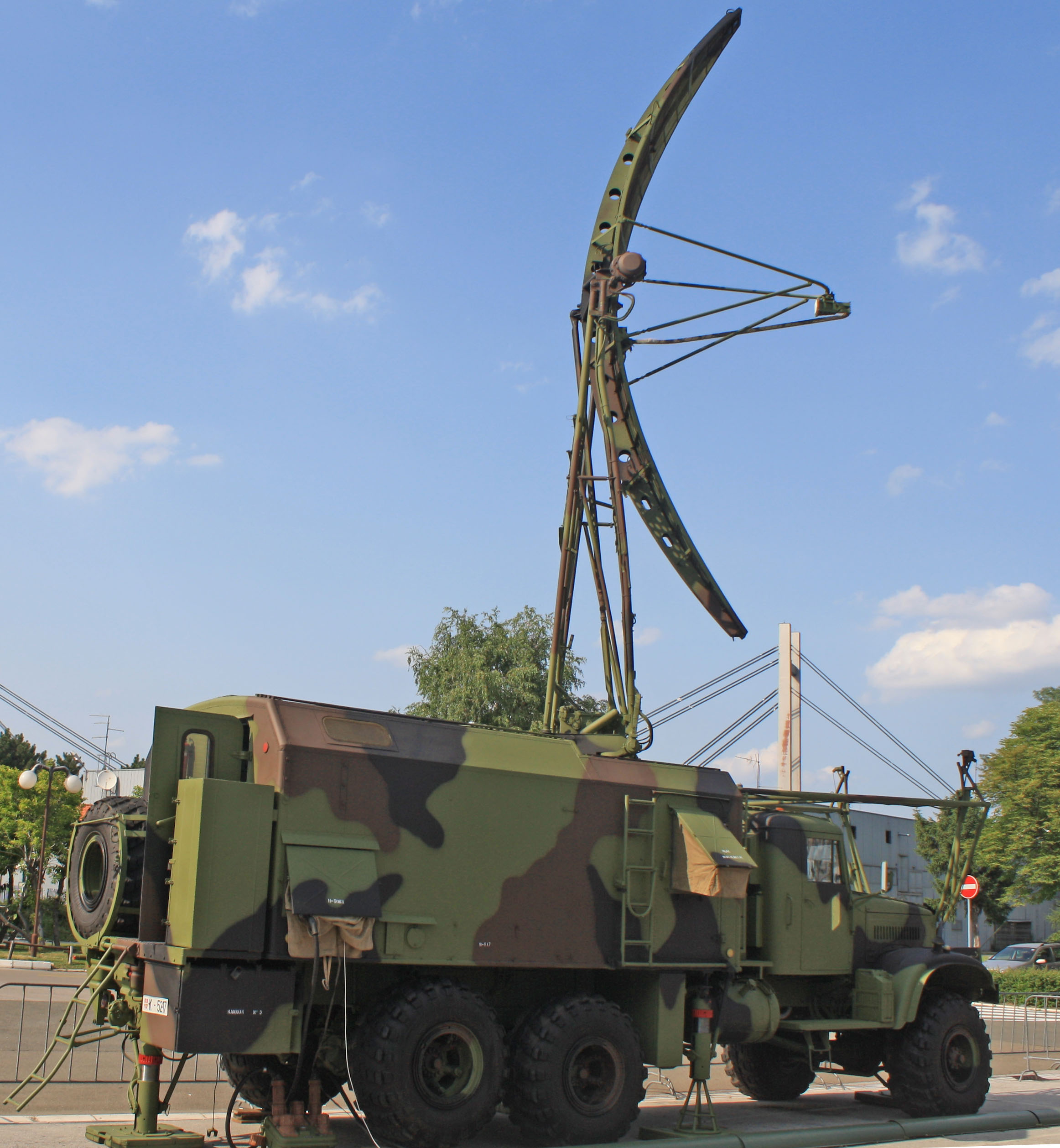
radar de l'armée serbe.

La série comprend également des véhicules spéciaux tels que des grues mobiles, des camions-citernes, du matériel militaire ou des pelles. Le modèle suivant du KrAZ-255 est le KrAZ-260, qui n'a été utilisé que jusqu'en 1993. À partir de 1994, le KrAZ-6322 a été introduit, et le KrAZ-260 est devenu obsolète.

## Caractéristiques
Il  possède un moteur diesel V8 cylindres à 90° de 240 chevaux (YaMZ 238) et une transmission manuelle à 5 rapports. Sa cylindrée est de 15L (soit un ratio de 16Cv/L)
Il existe en configuration 6×6 (six roues motrices).

## Opérateurs
- Bulgarie
- Hongrie
- Cuba - Forces armées cubaines[1]
- Géorgie
- Inde
- Liban
- Corée du Nord
- Pologne
- Russie - Forces armées de la fédération de Russie[2]
- Serbie
- Ukraine - Forces armées de l'Ukraine[3],[4]